# Тайлер Сегін
Тайлер Сегін (англ. Tyler Seguin; 31 січня 1992, м. Брамптон, Канада) — канадський хокеїст, центральний нападник. Виступає за «Даллас Старс» у Національній хокейній лізі.
Вихованець хокейної школи «Вітбі Вайлдкетс». Виступав за «Плімут Вейлерс» (ОХЛ), «Бостон Брюїнс», ХК «Біль» (локаут).
В чемпіонатах НХЛ — 354 матчів (130+152), у турнірах Кубка Стенлі — 48 матчів (7+14).
У складі національної збірної Канади учасник чемпіонату світу 2015 (10 матчів, 9+0).
Досягнення
- Чемпіон світу (2015)
- Володар Кубка Стенлі (2011)
- Учасник матчу усіх зірок НХЛ (2012, 2015)